# Aleksandr Priachin
Aleksandr Andriejewicz Priachin (ros. Александр Андреевич Пряхин, ur. 1899 we wsi Griaznucha w guberni symbirskiej, zm. 4 lutego 1938) – funkcjonariusz radzieckich służb specjalnych w stopniu starszego majora bezpieczeństwa państwowego.

## Życiorys
Urodził się w rodzinie chłopskiej. W 1918 skończył męskie gimnazjum w Symbirsku, później pracował w gospodarstwie matki, w lutym 1919 został członkiem RKP(b). Od maja 1919 do maja 1922 służył w Armii Czerwonej m.in. jako sekretarz komisarza sztabu 5 Armii, komisarz polityczny Zarządu Weterynaryjnego Nadwołżańskiego Okręgu Wojskowego i komisarz tego zarządu w tym okręgu. Następnie przeszedł do pracy w OGPU jako szef Sekcji Tajno-Operacyjnej i zastępca szefa Wydziału Specjalnego OGPU Nadwołżańskiego Okręgu Wojskowego, od 1 grudnia 1925 do 26 czerwca 1930 był pomocnikiem szefa Wydziału Specjalnego OGPU Moskiewskiego Okręgu Wojskowego, od lipca 1930 pracował w Kraju Dalekowschodnim jako zastępca szefa Wydziału Specjalnego Pełnomocnego Przedstawicielstwa OGPU i zastępca szefa Wydziału Specjalnego OGPU Samodzielnej Dalekowschodniej Armii Czerwonego Sztandaru. Od 13 lipca 1934 do 13 stycznia 1936 był zastępcą szefa Wydziału Specjalnego GUGB NKWD Samodzielnej Dalekowschodniej Armii Czerwonego Sztandaru, 30 grudnia 1935 otrzymał stopień majora bezpieczeństwa państwowego, od 13 stycznia 1936 do 15 sierpnia 1937 był szefem Zarządu NKWD obwodu ussuryjskiego i szefem Wydziału Specjalnego GUGB NKWD Nadmorskiej Grupy Wojsk, 20 grudnia 1936 awansował na starszego majora bezpieczeństwa państwowego. 26 maja 1933 otrzymał odznakę honorowego funkcjonariusza Czeki/GPU.
26 sierpnia 1937 został aresztowany, następnie skazany na śmierć i rozstrzelany. Nie został zrehabilitowany.